# Holoplatys kempensis
Holoplatys kempensis är en spindelart som beskrevs av Zabka 1991. Holoplatys kempensis ingår i släktet Holoplatys och familjen hoppspindlar. Inga underarter finns listade i Catalogue of Life.